# Zasłonak srebrnawy
Zasłonak srebrnawy (Cortinarius argenteopileatus Nezdojm.) – gatunek grzybów należący do rodziny zasłonakowatych (Cortinariaceae).

## Systematyka i nazewnictwo
Pozycja w klasyfikacji według Index Fungorum: Cortinarius, Cortinariaceae, Agaricales, Agaricomycetidae, Agaricomycetes, Agaricomycotina, Basidiomycota, Fungi.
Po raz pierwszy opisał go w 1967 r. Meinhard Moser. Synonimy:
- Cortinarius alboviolaceus var. argenteopileatus Reumaux, in Bidaud 2002
- Cortinarius kauffmanianus Rob. Henry 1947
- Cortinarius subargentatus P.D. Orton 1960

Nazwę polską nadał mu Andrzej Nespiak w 1981 r. (dla synonimu Cortinarius subargentatus).
Naziemny grzyb mykoryzowy.